# گوزجولر
گوزجولر (به ترکی استانبولی: Gözcüler) شهری است در کشور ترکیه که در استان ختای واقع شده‌است. جمعیت این شهر بر اساس سرشماری سال ۲۰۰۸ میلادی ۸٬۳۷۱ نفر و بر اساس برآوردهای سال ۲۰۰۹ میلادی ۸٬۴۶۹ نفر می‌باشد.